# 寛城区
寬城区（かんじょう-く）は中華人民共和国吉林省長春市北部に位置する市轄区。

## 歴史
長春地域に県級の行政機構が初めて設置されたのは1800年（嘉慶5年）、清朝が長春堡に理事通判を設置し、長春庁としたことに始る。その後1825年（道光5年）に庁治が寛城子（現在の南関区）に移転、1889年（光緒15年）には長春府に昇格、1913年（民国2年）に長春県と改称された。当時長春県の商人は長春の代わりに寛城子という俗称を使用しており、それが寛城区の地名の由来となった。
1860年（咸豊10年）、沿海州がロシア帝国に割譲され東清鉄道が建設されると、その支線がハルビンより大連に敷設された際、長春西北の二道溝に鉄道駅（寛城子駅）が設置された。鉄道の開通により多くのロシア人が寛城に移住し教会や鉄道倶楽部を建築し、一匡街・二酉街・三輔街という道路を中心に5.7平方キロメートルのロシア人地区が形成され寛城子と称されるようになった。このように寛城子と証される地区が変遷したことから、「寛城子の引越し」と現在称されるようになった。
1931年の満州事変以降完全に日本軍の勢力下に置かれた寛城地区は、満洲国の成立と共に新京市が成立、1937年に満鉄附属地が満州国に返還されると、新京市に18行政区が設置され、現在の寛城区南部は吉野区・敷島区、現在の団山堡・三道溝・上台子・小南・宋家窪子地区は合隆区、小房身・楊家粉房地区は大屯区が設置された。1940年1月、新京市は14区に行政整理され、敷島区・寛城区に統合された。
1945年、日本の敗戦に伴い中華民国が長春市を接収、寛城地区には鉄道北部の寛城区、鉄道南部の中山区、西南部には鍾華区が設置された。1948年の共産党軍の進駐に伴い長春特別市政府が成立、寛城区の名称は沿襲されたが、中山区は頭道溝区と改称された。
中華人民共和国が成立すると、1950年7月に寛城区は第6区、頭道溝区は第2区と改称されたが、1955年に再び旧名に戻された。1957年8月、両区の合併により新たな寛城区が誕生した。

## 行政区画
11街道、5鎮、1郷を管轄：
- 街道弁事処：新広街道、新隆街道、長新街道、站前街道、群英街道、興業街道、凱旋街道、団山街道、柳影街道、欣園街道、北湖街道
- 鎮：蘭家鎮、米沙子鎮、万宝鎮、合隆鎮、興隆山鎮
- 郷：奮進郷

## 交通

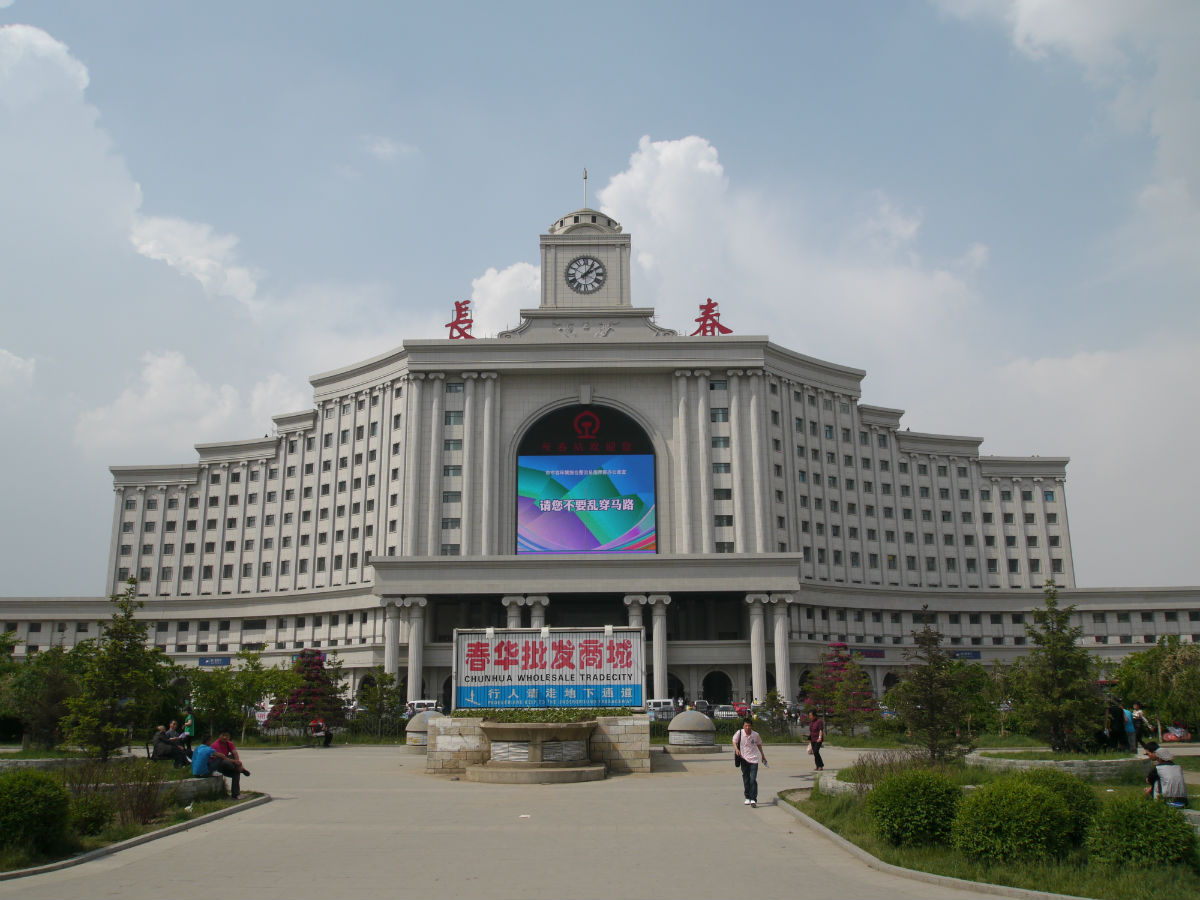
長春駅

### 鉄道
- 中国鉄路総公司
  - 京哈線、長図線、長白線、長琿都市間鉄道
    - 長春駅
- 長春軌道交通
  - ■1号線

（人民広場方面）- 勝利公園駅 - 長春駅北駅 - 一匡街駅 - 慶豊路駅 - 北環城路駅
  - ■3号線

長春駅 - 遼寧路駅 - 芙蓉橋駅 -（解放橋方面）
  - ■4号線

長春駅北駅 - 北亜泰大街駅 - 偽満皇宮駅 -（吉林大路方面）
  - ■8号線

北環城路駅 - 一二三中学駅 - 小南駅 - 小城子街駅 - 北湖大橋駅 - 北湖公園駅 - 和安街駅 - 光機路駅 - 大学城路駅 - 地理所駅 - オリンピック公園駅 - 広通路駅

### 道路
- 高速道路
  - 京哈高速道路
  - 琿烏高速道路
  - 長春環状高速道路
- 国道
  - G102国道
  - G302国道